# Novol'vovsk
Novol'vovsk è una cittadina della Russia europea centrale, situata nella oblast' di Tula; appartiene amministrativamente al rajon Kimovskij.
Sorge nella parte orientale della oblast', presso il confine con la oblast' di Rjazan', lungo la linea ferroviaria che collega Uzlovaja e Rjažsk.